# Руангва
Руангва — один из шести округов области Линди в Танзании. На севере граничит с округом Ливале, на юге — с округом Начингвеа, на западе — с округом Морогоро (область).
По данным национальной переписи 2002 года в Танзании численность населения округа Руангва составляла 124 516 человек.

## Административное деление
В округ входят 22 района:
- Чибула
- Ченджере
- Чинонгве
- Чаниу
- Ликунджа
- Лучелегва
- Мбекениера
- Маканджиро
- Малоло
- Мандаваре
- Мандава
- Матамбарале
- Мбвенкуру
- Мначо
- Начингвеа
- Намбиландже
- Намичига
- Нандагала
- Нанганга
- Нарунгомбе
- Нкове
- Руангва

## Природные богатства и условия жизни
Округ примечателен полезными ископаемыми и высоким сельскохозяйственным потенциалом. Принадлежа бассейну Рувума, он имеет крупные месторождения графита, урана и других экономически значимых минералов. После открытия в округе полезных ископаемых наблюдается приток людей, работающих в данной сфере. Это повлияло на социальное устройство жилищ временного проживания. Премьер-министр является членом парламента в этом районе, и ожидается постепенное улучшение асфальтированных дорог. Округ быстро развивается.